# Volcán La Tinajita
Volcán La Tinajita är en vulkan i Mexiko.   Den ligger i delstaten Sonora, i den nordvästra delen av landet, 2 000 km nordväst om huvudstaden Mexico City. Toppen på Volcán La Tinajita är 249 meter över havet.
Terrängen runt Volcán La Tinajita är platt. Runt Volcán La Tinajita är det mycket glesbefolkat, med 4 invånare per kvadratkilometer. Omgivningarna runt Volcán La Tinajita är i huvudsak ett öppet busklandskap.